# Simon III de Lippe
Simon III de Lippe (né vers 1340 et mort le 17 février 1410 au château de Brake à Lemgo) est seigneur de Lippe de 1360 jusqu'à sa mort.

## Biographie

### Un héritage incertain
Simon III est le fils d'Otto de Lippe et d'Irmgard von der Mark. Il hérite en 1360 de la ville de Lemgo. Son gouvernement des zones environnantes est initialement incertain. Bien qu'au cours des décennies précédentes, les seigneurs de Lippe aient considérablement étendu leur territoire, le pouvoir sur la seigneurie demeure fragile, depuis 1344, en raison des rivalités entre Otto de Lippe et son frère Bernard V qui meurt en 1365.
Dans les terres ancestrales autour des villes de Lippstadt et Rheda, cependant, la situation demeure compliquée, car après la mort de son oncle Bernard V de Lippe, sa veuve Richardis avait initialement donné sa part de la seigneurie de Lippe au comte Otto VI de Tecklenburg, qui était le mari de sa fille aînée.

### Les traités de 1366 et 1368
En 1366, Richardis révoque la donation et reconnaît Simon III comme héritier de son défunt mari. Otto VI, cependant, refuse de rendre le territoire. Ce refus a conduit à une lutte qui allait durer plusieurs décennies.
En 1368, les Burgmann de ses châteaux et les représentants des villes de Horn, Detmold et Blomberg publient une déclaration commune, déclarant qu'à l'avenir, ils ne reconnaîtraient Simon III comme leur souverain que si les deux principales villes de la seigneurie, Lippstadt et Lemgo, étaient d'accord.

### Captivité et perte de territoire
La situation s'est encore aggravée quand Otto VI fait prisonnier Simon III et ses chevaliers en 1371. Simon III est libéré en 1374, mais il doit payer une rançon très élevée. Il finit par devoir donner en gage la moitié de Lippstadt en 1376 aux parents de sa mère, membres de la maison de La Marck.
En 1379, une alliance éphémère composée des évêchés de Paderborn, de Münster et d'Osnabrück, des villes de Münster et d'Osnabrück, et du comte Engelbert III de la Marck conquiert la seigneurie et la ville de Rheda. Cependant, ils ne remettent ni la seigneurie, ni la ville de Rheda à Simon III. Au lieu de cela, ils l'ont rendue à Otto VI, après que ce dernier eut payé 8 000 florins.

### Fin du règne

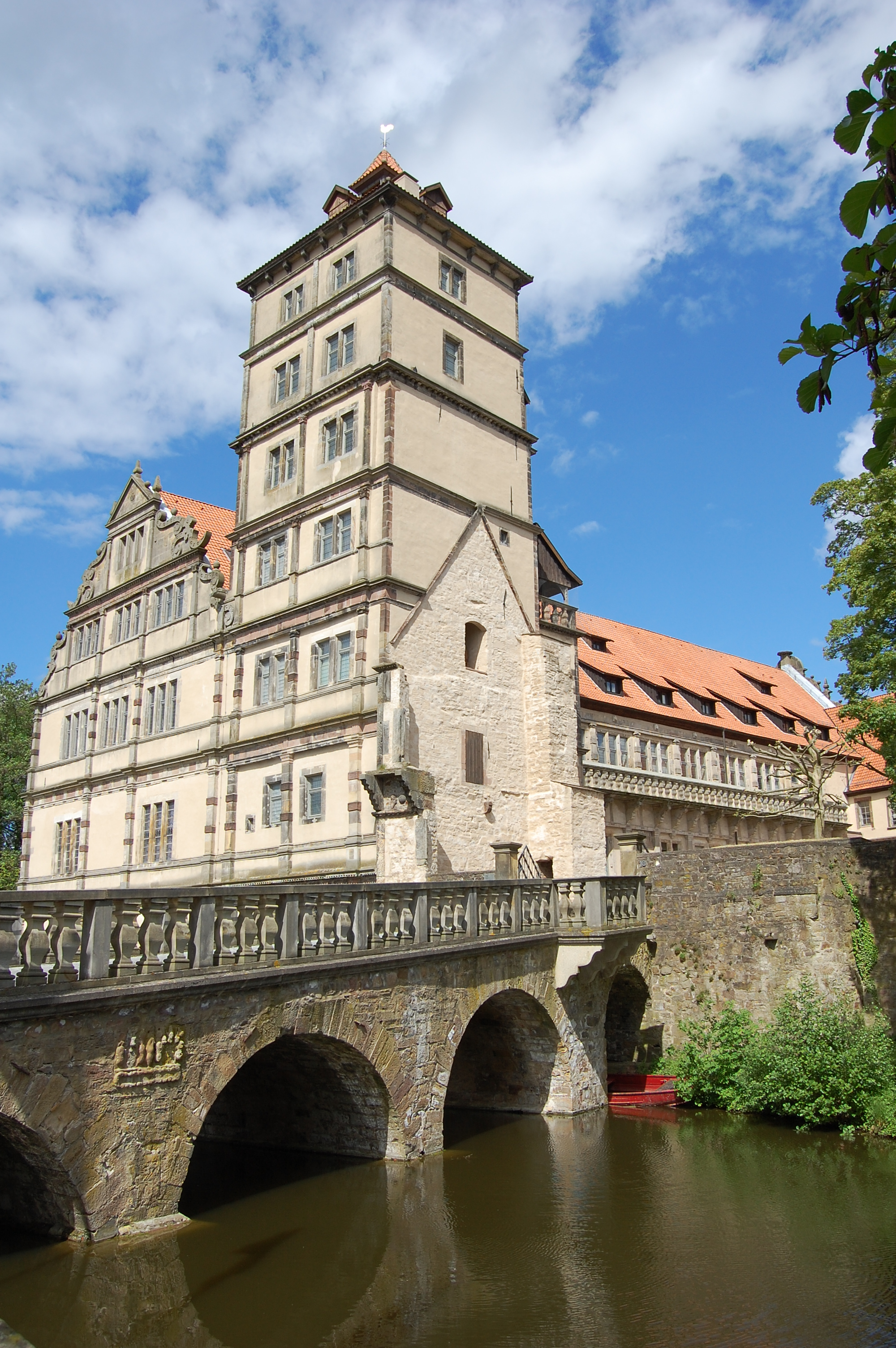
Le château de Brake à Lemgo où réside Simon III.

Tandis que Simon III est atteint par la goutte et réside au château de Brake, à Lemgo, il laisse progressivement le pouvoir à son fils aîné Bernard. Vers 1400, les villes de Barntrup et de Salzuflen, ainsi que le château de Sternberg sont donnés en gage à Simon III. En 1405, le territoire du comté de Sternberg est également mis en gage en faveur de Simon III.
En 1403, Simon III conclut un traité d'héritage avec le comte Herman VII d'Eberstein, lequel n'a pas d'enfant. Cependant, les ducs de Brunswick-Lunebourg s'y opposent, prétendant que le comté d'Eberstein était un fief du duché de Brunswick, et se rabattraient donc sur eux lorsque la famille Eberstein s'éteindrait. En 1405, le conflit dégénère en une querelle, qui se déroule principalement sur le territoire de Lippe. En 1408, Herman VII renonce à ses droits et donne Eberstein à la maison de Brunswick.

## Mariage et descendance
Simon III épouse en 1362 Irmgard de Hoya (vers 1344-1422), fille de Johann II de Hoya et d'Hélène de Saxe-Lauenbourg. Dix enfants sont issus de cette union, :
- Bernard VI de Lippe (né vers 1363 et mort le 19 janvier 1415)
- Adelheid (née vers 1365), épouse Otto VI von Tecklenburg
- Simon de Lippe (né vers 1370 et mort avant 1410)
- Heilwig de Lippe (née vers 1375), épouse Konrad comte von Wernigerode
- Katharina de Lippe, épouse vers 1393 Ulrich von Regenstein (mort en 1410)
- Elisabeth de Lippe
- Jutta de Lippe, religieuse
- Margaretha de Lippe, religieuse
- Irmgard de Lippe (morte le 6 février 1410), épouse Moritz comte von Spiegelberg
- Mechtild de Lippe (née vers 1380), épouse Heinrich II comte von Hohenstein und Schaumburg.

Lorsque Simon III meurt le 17 février 1410, c'est son fils aîné, Bernard VI qui lui succède.

## Ascendance
Ascendance de Simon III de Lippe :
|  |                                |  |  |  |  |  |  |  |  |  |  |  |  |
|  | 8. Bernard IV de Lippe         |  |  |  |  |  |  |  |  |  |  |  |  |
|  |                                |  |  |  |  |  |  |  |  |  |  |  |  |
|  |                                |  |  |  |  |  |  |  |  |  |  |  |  |
|  | 4. Simon Ier de Lippe          |  |  |  |  |  |  |  |  |  |  |  |  |
|  |                                |  |  |  |  |  |  |  |  |  |  |  |  |
|  |                                |  |  |  |  |  |  |  |  |  |  |  |  |
|  | 9. Agnes von Rietberg          |  |  |  |  |  |  |  |  |  |  |  |  |
|  |                                |  |  |  |  |  |  |  |  |  |  |  |  |
|  |                                |  |  |  |  |  |  |  |  |  |  |  |  |
|  | 2. Otto de Lippe               |  |  |  |  |  |  |  |  |  |  |  |  |
|  |                                |  |  |  |  |  |  |  |  |  |  |  |  |
|  |                                |  |  |  |  |  |  |  |  |  |  |  |  |
|  | 10. Heinrich III von Waldeck   |  |  |  |  |  |  |  |  |  |  |  |  |
|  |                                |  |  |  |  |  |  |  |  |  |  |  |  |
|  |                                |  |  |  |  |  |  |  |  |  |  |  |  |
|  | 5. Adelheid von Waldeck        |  |  |  |  |  |  |  |  |  |  |  |  |
|  |                                |  |  |  |  |  |  |  |  |  |  |  |  |
|  |                                |  |  |  |  |  |  |  |  |  |  |  |  |
|  | 11. Mechtild von Arnsberg-Cuyk |  |  |  |  |  |  |  |  |  |  |  |  |
|  |                                |  |  |  |  |  |  |  |  |  |  |  |  |
|  |                                |  |  |  |  |  |  |  |  |  |  |  |  |
|  | 1. Simon III de Lippe          |  |  |  |  |  |  |  |  |  |  |  |  |
|  |                                |  |  |  |  |  |  |  |  |  |  |  |  |
|  |                                |  |  |  |  |  |  |  |  |  |  |  |  |
|  | 12. Eberhard Ier von der Mark  |  |  |  |  |  |  |  |  |  |  |  |  |
|  |                                |  |  |  |  |  |  |  |  |  |  |  |  |
|  |                                |  |  |  |  |  |  |  |  |  |  |  |  |
|  | 6. Engelbert II de La Marck    |  |  |  |  |  |  |  |  |  |  |  |  |
|  |                                |  |  |  |  |  |  |  |  |  |  |  |  |
|  |                                |  |  |  |  |  |  |  |  |  |  |  |  |
|  | 13. Irmgard von Berg           |  |  |  |  |  |  |  |  |  |  |  |  |
|  |                                |  |  |  |  |  |  |  |  |  |  |  |  |
|  |                                |  |  |  |  |  |  |  |  |  |  |  |  |
|  | 3. Irmgard von der Mark        |  |  |  |  |  |  |  |  |  |  |  |  |
|  |                                |  |  |  |  |  |  |  |  |  |  |  |  |
|  |                                |  |  |  |  |  |  |  |  |  |  |  |  |
|  | 14. Johann von Arberg          |  |  |  |  |  |  |  |  |  |  |  |  |
|  |                                |  |  |  |  |  |  |  |  |  |  |  |  |
|  |                                |  |  |  |  |  |  |  |  |  |  |  |  |
|  | 7. Mechtild von Arberg         |  |  |  |  |  |  |  |  |  |  |  |  |
|  |                                |  |  |  |  |  |  |  |  |  |  |  |  |
|  |                                |  |  |  |  |  |  |  |  |  |  |  |  |
|  | 15. Katharina von Jülich       |  |  |  |  |  |  |  |  |  |  |  |  |
|  |                                |  |  |  |  |  |  |  |  |  |  |  |  |
|  |                                |  |  |  |  |  |  |  |  |  |  |  |  |